# Shane O’Brien (Eishockeyspieler)
Shane O’Brien (* 9. August 1983 in Port Hope, Ontario) ist ein ehemaliger kanadischer Eishockeyspieler, der im Verlauf seiner aktiven Karriere zwischen 2000 und 2018 unter anderem 577 Spiele für die Anaheim Ducks, Tampa Bay Lightning, Vancouver Canucks, Nashville Predators, Colorado Avalanche, Calgary Flames und Florida Panthers in der National Hockey League auf der Position des Verteidigers bestritten hat. O’Brien verkörperte den Spielertyp des Enforcers. Sein Onkel Dennis O’Brien war ebenfalls professioneller Eishockeyspieler.

## Karriere

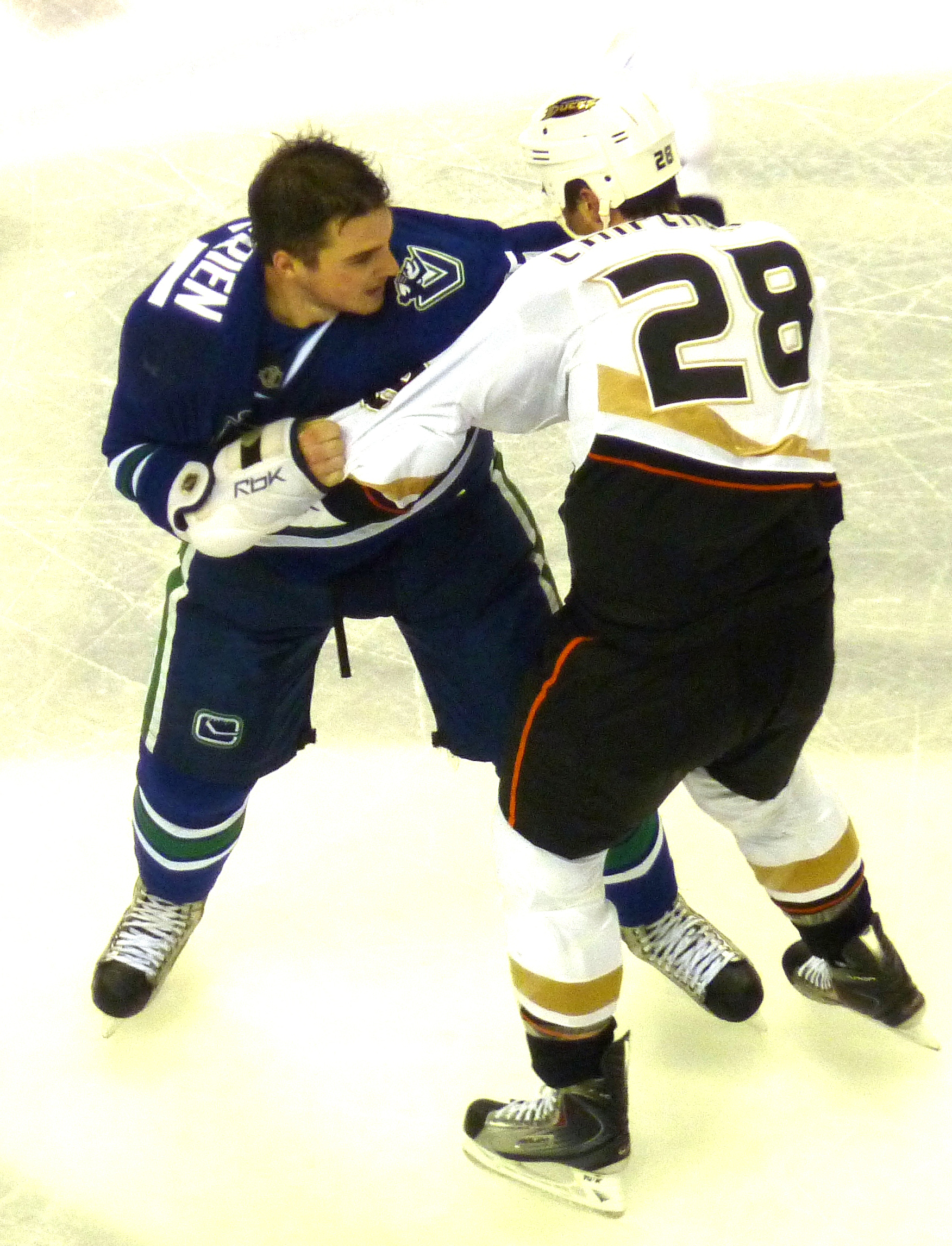
O’Brien (links) im Kampf gegen Kyle Chipchura

Der 1,91 m große Verteidiger begann seine Karriere bei den Kingston Frontenacs sowie den Toronto St. Michael’s Majors in der kanadischen Juniorenliga Ontario Hockey League, bevor er beim NHL Entry Draft 2003 als 250. Spieler in der achten Runde von den Mighty Ducks of Anaheim ausgewählt wurde.
Zunächst stand der Linksschütze für die Anaheim-Farmteams, die Cincinnati Mighty Ducks sowie ab der Saison 2005/06 die Portland Pirates, in der American Hockey League auf dem Eis, während der Saison 2006/07 stieg er in den NHL-Kader der Ducks auf, für die er am 6. Oktober 2006 gegen die Los Angeles Kings sein erstes Spiel bestritt. Am 18. Oktober erzielte er gegen die Detroit Red Wings sein erstes NHL-Tor, nach einem Assist und einem Kampf gegen Brad Norton schaffte er zum ersten Mal in seiner Karriere den sogenannten Gordie Howe Hattrick.
Am 24. Februar 2007 wurde O’Brien zusammen mit einem Drittrunden-Pick für den NHL Entry Draft 2007 zu den Tampa Bay Lightning transferiert, im Gegenzug erhielten die Ducks den Torhüter Gerald Coleman sowie einen Erstrunden-Pick. Nach etwa eineinhalb Jahren an der US-amerikanischen Südost-Küste wurde er in einem vier Spieler umfassenden Transfergeschäft zu den Vancouver Canucks abgegeben. Im Juli 2011 unterzeichnete der Verteidiger einen Kontrakt für ein Jahr bei der Colorado Avalanche.
Am 27. Juni 2013 wurde O’Brien in einem Tausch der Colorado Avalanche zusammen mit dem Mannschaftskollegen David Jones gegen Alex Tanguay gegen und Cory Sarich zu den Calgary Flames transferiert. In Calgary blieb O’Brien nur ein Jahr, ehe er sich im Juni 2014 den Florida Panthers anschloss. Dort spielte er allerdings hauptsächlich in der AHL bei den San Antonio Rampage und kam auf nur neun NHL-Einsätze. Im Juli 2015 unterzeichnete er als Free Agent einen Einjahresvertrag bei den Anaheim Ducks, für die er bereits in der Saison 2006/07 aktiv war, kam aber ausschließlich bei den San Diego Gulls in der AHL zum Einsatz. Nach der Saison 2015/16 war er zunächst ohne Anstellung und erhielt erst im Januar 2017 einen Kurzzeitvertrag bei Hämeenlinnan Pallokerho aus der finnischen Liiga, der zwei Wochen später bis zum Saisonende verlängert wurde.
Von November 2017 an stand O’Brien bei den Black Wings Linz in der österreichischen Erste Bank Eishockey Liga (EBEL) unter Vertrag. Nach der Spielzeit beendete er im Sommer 2018 seine aktive Karriere.

## Karrierestatistik
(Legende zur Spielerstatistik: Sp oder GP = absolvierte Spiele; T oder G = erzielte Tore; V oder A = erzielte Assists; Pkt oder Pts = erzielte Scorerpunkte; SM oder PIM = erhaltene Strafminuten; +/− = Plus/Minus-Bilanz; PP = erzielte Überzahltore; SH = erzielte Unterzahltore; GW = erzielte Siegtore; 1 Play-downs/Relegation; Kursiv: Statistik nicht vollständig)